# Серис (Гояс)
Серис (порт. Ceres)  —  муниципалитет в Бразилии, входит в штат Гояс. Составная часть мезорегиона Центр штата Гойас. Входит в экономико-статистический  микрорегион Серис. Население составляет 18 637 человек на 2007 год. Занимает площадь 213,497 км². Плотность населения — 88,8 чел./км².
Праздник города — 4 сентября.

## История
Город основан в 1953 году.

## Статистика
- Валовой внутренний продукт на 2003 год составляет 91 598 655,00 реалов (данные: Бразильский институт географии и статистики).
- Валовой внутренний продукт на душу населения на 2003 год составляет 4781,22 реалов (данные: Бразильский институт географии и статистики).
- Индекс развития человеческого потенциала на 2000 год составляет 0,782 (данные: Программа развития ООН).

## География
Климат местности: жаркий и полугумидный.